# Rio Aldeia Pequena
O rio Aldeia Pequena é um curso de água localizado no estado de Tocantins, no Brasil, afluente do rio do Sono.